# Lista grupelor muntoase din Carpații Orientali
Această listă a celor 52 de sub-grupe montane distincte morfologic, geofizic și geografic din Carpații Orientali conține denumirea generică a sub-grupului, precum și cel mai înalt vârf al său.  Sensul ales de aranjare în cadrul listei este cel orar din punctul cel mai nordic al lanțului spre cel mai sudic, și respectiv sud-estic al Carpaților Orientali.

## Cele 52 de sub-grupe montane ale Carpaților Orientali
1. Munții Oașului - cel mai înalt vârf, 823 m, Vârful Piatra Bixadului
2. Munții Igniș - cel mai înalt vârf, 1.307 m, Vârful Igniș
3. Munceii Băii Mari - cel mai înalt vârf, 889 m, Vârful Măgura Mare
4. Munții Gutâi - cel mai înalt vârf, 1.443 m, Vârful Gutâiul Mare
5. Munții Lăpușului - cel mai înalt vârf, 1.353 m, Vârful Văratecu
6. Munții Țibleș - cel mai înalt vârf, 1.840 m, Vârful Bran
7. Munții Maramureșului - cel mai înalt vârf, 1.957 m, Vârful Farcău
8. Munții Râpei - cel mai înalt vârf, 1.937 m, Vârful Pop Ivan
9. Munții Rodnei - cel mai înalt vârf, 2.303 m, Vârful Pietrosul Rodnei
10. Munții Bârgău - cel mai înalt vârf, 1.611 m, Vârful Heniul Mare
11. Munții Suhard - cel mai înalt vârf, 1.932 m, Vârful Omu
12. Munții Țibău - cel mai înalt vârf, 1.651 m, Vârful Țapul Mare
13. Obcina Brodinei - cel mai înalt vârf, 1.307 m, Vârful Poiana Săcălești
14. Obcina Mestecănișului - cel mai înalt vârf, 1.588 m, Vârful Lucina
15. Obcina Feredeului - cel mai înalt vârf, 1.494 m, Vârful Vâju Mare
16. Obcina Curmăturii - cel mai înalt vârf, 1.090 m, Vârful Chicera Neagră
17. Obcina Moldoviței - cel mai înalt vârf, 1.207 m, Vârful Bobeica
18. Obcina Mare - cel mai înalt vârf, 1.224 m, Vârful Sihloaia
19. Obcina Humorului - cel mai înalt vârf, 807 m, Vârful Cacica
20. Munții Rarău - cel mai înalt vârf, 1.651 m, Vârful Rarău
21. Munții Giumalău - cel mai înalt vârf, 1.858 m, Vârful Giumalău
22. Munții Călimani - cel mai înalt vârf, 2.100 m, Vârful Pietrosul Călimanilor
23. Munții Bistriței - cel mai înalt vârf, 1.859 m, Vârful Budacu
24. Munții Stănișoarei - cel mai înalt vârf, 1.530 m, Vârful Bivolul
25. Masivul Ceahlău - cel mai înalt vârf, 1.907 m, Vârful Ocolașul Mare
26. Munții Giurgeu - cel mai înalt vârf, 1.545 m, Vârful Prisica
27. Munții Hășmaș - cel mai înalt vârf, 1.792 m, Vârful Hășmașul Mare
28. Munții Gurghiu - cel mai înalt vârf, 1.776 m, Vârful Saca Mare
29. Munții Tarcău - cel mai înalt vârf, 1.664 m, Vârful Grindușu
30. Masivul Goșmanu - cel mai înalt vârf, 1.442 m, Vârful Cracu Geamăna
31. Munții Berzunț - cel mai înalt vârf, 984 m, Vârful Berzunt
32. Munții Ciucului - cel mai înalt vârf, 1.553 m, Vârful Noșcolat și Vârful Șoiu
33. Munții Nemira - cel mai înalt vârf, 1.649 m, Vârful Nemira Mare
34. Munții Bodoc - cel mai înalt vârf, 1.241 m, Vârful Cărpiniș
35. Munții Ciomatu - cel mai înalt vârf, 1.301 m, Vârful Ciomatu Mare
36. Munții Harghita - cel mai înalt vârf, 1.801 m, Vârful Harghita Mădăraș
37. Munții Baraolt - cel mai înalt vârf, 1.019 m, Vârful Havad
38. Munții Perșani - cel mai înalt vârf, 1.104 m, Vârful Cetății
39. Munții Măgura Codlei - cel mai înalt vârf, 1.292 m, Vârful Măgura Codlei
40. Munții Vrancei - cel mai înalt vârf, 1.785 m, Vârful Goru
41. Munții Penteleu - cel mai înalt vârf, 1.772 m, Vârful Penteleu
42. Munții Întorsurii - cel mai înalt vârf, 1.222 m, Vârful Pilișca
43. Masivul Ivănețu - cel mai înalt vârf, 1.191 m, Vârful Ivănețu
44. Munții Podu Calului - cel mai înalt vârf, 1.439 m, Vârful Podu Calului
45. Munții Siriu - cel mai înalt vârf, 1.663 m, Vârful Mălâia
46. Munții Monteoru cel mai înalt vârf, 1.345 m, Vârful Monteoru
47. Munții Tătaru - cel mai înalt vârf, 1.477 m, Vârful Tătaru Mare
48. Masivul Ciucaș - cel mai înalt vârf, 1.954 m, Vârful Ciucaș
49. Munții Grohotișului - cel mai înalt vârf, 1.768 m, Vârful Grohotișul
50. Munții Baiului - cel mai înalt vârf, 1.923 m, Vârful Neamțu
51. Munții Piatra Mare - cel mai înalt vârf, 1.844 m, Vârful Piatra Mare
52. Masivul Postăvarul - cel mai înalt vârf, 1.804 m, Vârful Cristianu Mare